# Yiaberya
Yiaberya ou Yaberia est un village du Cameroun situé dans le département de la Bénoué et la région du Nord. Il fait partie de la commune de Bibémi. 

## Géographie
Yaberia est entouré par les villages de Fitorou et Biboumza (s.-o.), ainsi que Bide et Labare (e.). Deux salles de classe ont été ajoutées à Yaberia en 2016 selon le Programming Logbook 2020 du Ministry of Public Contracts.  
Coordonnées: longitude 13.92° est, latitude 9.47° nord
Altitude: 272 m

## Population
Selon le plan communal de développement de Bibémi daté de mai 2014, la localité comptait 1465 habitants. Le nombre d’habitants était de 1219 selon le recensement de 2005.